# RARB
RARB (англ. Retinoic acid receptor beta) – білок, який кодується однойменним геном, розташованим у людей на короткому плечі 3-ї хромосоми.  Довжина поліпептидного ланцюга білка становить 455 амінокислот, а молекулярна маса — 50 489.
| 10         |  | 20         |  | 30         |  | 40         |  | 50         |
| ---------- |  | ---------- |  | ---------- |  | ---------- |  | ---------- |
| MTTSGHACPV |  | PAVNGHMTHY |  | PATPYPLLFP |  | PVIGGLSLPP |  | LHGLHGHPPP |
| SGCSTPSPAT |  | IETQSTSSEE |  | LVPSPPSPLP |  | PPRVYKPCFV |  | CQDKSSGYHY |
| GVSACEGCKG |  | FFRRSIQKNM |  | IYTCHRDKNC |  | VINKVTRNRC |  | QYCRLQKCFE |
| VGMSKESVRN |  | DRNKKKKETS |  | KQECTESYEM |  | TAELDDLTEK |  | IRKAHQETFP |
| SLCQLGKYTT |  | NSSADHRVRL |  | DLGLWDKFSE |  | LATKCIIKIV |  | EFAKRLPGFT |
| GLTIADQITL |  | LKAACLDILI |  | LRICTRYTPE |  | QDTMTFSDGL |  | TLNRTQMHNA |
| GFGPLTDLVF |  | TFANQLLPLE |  | MDDTETGLLS |  | AICLICGDRQ |  | DLEEPTKVDK |
| LQEPLLEALK |  | IYIRKRRPSK |  | PHMFPKILMK |  | ITDLRSISAK |  | GAERVITLKM |
| EIPGSMPPLI |  | QEMLENSEGH |  | EPLTPSSSGN |  | TAEHSPSISP |  | SSVENSGVSQ |
| SPLVQ      |  |            |  |            |  |            |  |            |

A: Аланін

C: Цистеїн

D: Аспарагінова кислота

E: Глутамінова кислота

F: Фенілаланін

G: Гліцин

H: Гістидин

I: Ізолейцин

K: Лізин

L: Лейцин

M: Метіонін

N: Аспарагін

P: Пролін

Q: Глутамін

R: Аргінін

S: Серин

T: Треонін

V: Валін

W: Триптофан

Кодований геном білок за функціями належить до рецепторів, фосфопротеїнів. 
Задіяний у таких біологічних процесах як транскрипція, регуляція транскрипції, поліморфізм, альтернативний сплайсинг. 
Білок має сайт для зв'язування з іонами металів, іоном цинку, ДНК. 
Локалізований у цитоплазмі, ядрі.